# ديمقراطية تمثيلية
الديمقراطية التمثيلية شكل من أشكال الديمقراطية والنظرية المدنية وفيها يختار الناخبون (على نحو حر وسري في انتخابات تعددية) ممثلين ينوبون عنهم، ولكن ليسوا وكلاء لهم – أو بمعنى آخر ليس كما يتم توجيههم ولكن يمتلكون صلاحيات تكفي للإتيان بمبادرات في حال حدوث متغيرات. وتعد الديمقراطيات الليبرالية الحديثة نموذجاً مهماً للديمقراطية التمثيلية. وفي الولايات المتحدة الأمريكية غالباً ما يكون هذا المصطلح مرادفاً للـ«الجمهورية».

## ميزاتها
تشتمل الديمقراطية التمثيلية على منح سلطات أكبر لنواب البرلمان مما تمنحه الملكية الدستورية أو ديمقراطية الاشتراك (participatory) لتمييزها عن الاشتراكية social، لذا فإن جميع الدساتير تنص على استقلالية القضاء وعلى إجراءات أخرى لموازنة السلطات التمثيلية:
- الديمقراطية تحمل في طياتها إمكانية تغيير النواب المنتخبين في حال لم يكن الناخبون راضين عنهم.
- كما تحمل في طياتها أيضاً بعض التفصيلات الديمقراطية (كاللجنة الملكية الكندية مثلاً) أو
- بعضاً من إجراءات الديمقراطية المباشرة (كالاستفتاء مثلاً)، ولكنها لا تعد رغم ذلك إجراءات ملزمة وغالباً ما يتطلب إتخاذها قراراً برلمانياً- أي تبقى سلطة القانون بيد نواب البرلمان.
- السبيل الوسيط بين الديمقراطيتين هو وجود «برلمان أعلى» غير منتخب عن طريق التصويت المباشر ومثال ذلك مجلس الشيوخ الكندي الذي يعد نسخة معدلة عن مجلس اللوردات البريطاني.

## تاريخ
أول من أسس حكومة ديمقراطية تمثيلية (النيابية) في القرن السادس عشر كان ديكاناويدا(زعيم هندي أحمر) حينما أسس عصبة أمم آيروكواس الخمسة من خمس قبائل هندية في المنطقة التي تعرف الآن بولاية نيويورك في الولايات المتحدة الأمريكية. وكان لنموذج حكومة الهنود الحمر التمثيلية هذه تأثير عميق على الفلاسفة البريطانيين وكذلك على السياسي الأمريكي حينها بنجامين فرانكلين، فألهمت الأمريكان والفرنسيين فأقاموا نظامين للديمقراطية التمثيلية.
تقليد اختيار النواب الممثلين عن الولايات في أوروبا في القرن التاسع عشر (أو بالأحرى ممثلين عن كل طبقة ولكن على نحو مختلف عن الذي نشهده اليوم) وذلك لتقديم النصح للملوك وتوجيههم أدى إلى إيجاد نوع من الألفة العميقة مع النظام النيابي. وقد قدم ئيدموند بورك شرحاً تفصيلاً لوظيفة هؤلاء في خطابه أمام الناخبين في بريستول.
الشعبية الكبيرة التي حظيت بها الديمقراطية إنما جاءت عقب الثورة الصناعية حيث كان عدد الرعايا في الدول الصناعية كبيراً أو (في الأزمنة الأحدث) أخذ المواطنون يظهرون اهتماماً أكبر بالسياسة، ولكن بقيت التكنلوجياً وعدد السكان الكبير غير مناسبين للديمقراطية المباشرة.
تعد المملكة المتحدة دولة ذات نظام ديمقراطي نيابي وكذلك كانت ألمانيا لغاية عام 1949 والولايات المتحدة وكندا كذلك مثالان لتطبيق الديمقراطية النيابية.
في عام 2003 أصبح بالإمكان القول لأول مرة في تاريخ البشرية بان غالبية سكان العالم يعيشون في ظلال أنظمة ديمقراطية نيابية بما فيها أنظمة الملكيات الدستورية التي تتمتع بحكومات نيابية قوية.

البلاد ذات اللون الأزرق تعتبر أنظمة ديموقراطية طبقا لتصنيف بيت الحرية لعام 2010.http://www.freedomhouse.org/uploads/fiw10/FIW_2010_Tables_and_Graphs.pdf Freedom in the World]